# نووپسچانویه
نووپسچانویه (به لاتین: Novopeschanoye) یک منطقهٔ مسکونی در روسیه است که در سرزمین آلتای واقع شده‌است.